# Suri Sicuri (Bolivia)
Suri Sicuri, Suri Sikuri, Suri Sicuris, Suri Sikuris, Suri Sicus, Suri Sikus, Suri Sicu o Suri Siku, es un género musical y danza boliviana que se caracteriza porque sus ejecutantes portan en la cabeza un llamativo tocado en forma de cono invertido elaborado con un conjunto de varas adornado con plumas de suri o avestrúz andino.

## Origen
La estilización se consolido en el 2 de agosto de 1974 en Oruro, inspirado  principalmente en los personajes de los sikuris de Italaque de la Provincia Camacho del Departamento de La Paz y los Chiriwanos de Achocalla de la Provincia Murillo del mismo departamento y la observación de suris en el parque nacional Sajama de Oruro.
Esta danza fue presentado en el Carnaval de Oruro por primera vez en el año 1979. Una de las instituciones que auspició y preservó esta danza fue la Universidad Técnica de Oruro rescatando personajes del acervo cultural de Bolivia. Con el pasar de los años fue adquiriendo características propias en su coreografía, música y vestimenta.
Lo más llamativo de la danza es que los bailarines de suri sicuri portan en sus cabezas un tocado en forma de cono invertido parecido a la corola de una flor, hecha con varas y rematada con plumas de suri en los extremos. Este tocado fue adaptado de los chiriwanos de Achocalla y los sikuris de Italaque más específicamente del arte plumario de Taypi Ayca.
Se le dan distintos significados al uso del tocado que se usa en el suri sikuri, una de ellas es que servía para cazar a los suris y el objetivo del tocado era dar mayor tamaño y volumen  al cuerpo del cazador para espantar al suri, para que de forma conjunta entre varios lográran rodear y atrapar a los suris, después de cazar bailaban para festejar tocando sikus.
Otro de los significados es que el suri podría haber sido un animal sagrado y totémico y utilizaban enormes tocados sobre la cabeza  para intimidar al enemigo en tiempos de guerra, adornándolo con plumas de suri para tener las cualidades del ave e interpretando sikus con grandes bombos para crear un efecto psicológico e infligir miedo a los enemigos.
En Bolivia se prohíbe el uso de plumas y pieles de animales silvestres en entradas folclóricas y al ser el suri un animal silvestre y vulnerable la vestimenta del suri sicuri se sustituyó con plumas sintéticas o con plumas de aves domésticas de corral.

### Suri Sicuri en Perú
La danza boliviana del suri sicuri fue presentada posteriormente por un elenco de bailarines bolivianos por primera vez en Perú  en el Festival Internacional del Folclore en la ciudad de Trujillo, luego la ciudad de Lima, Huánuco y Puno.

## Vestimenta
Las mujeres llevan un manto ceñido a la cabeza, encima un sombrero, una blusa, polleras, faja, y abarcas u ojotas en los pies.
Los varones llevan un sombrero, una camisa y una coraza de cuero o khawa encima de la camisa o un poncho, un pantalón de tela, alrededor de la cintura solo en la parte trasera una especie de faldón, a veces plisado, asegurado con una faja, polainas de lana y abarcas u ojotas en los pies
Hombres y mujeres llevan un tocado sobre sus cabezas sujetado a los sombreros, el tocado está hecho con muchas varas formando un cono invertido semejante a la corola de una flor, rematado y adornado con plumas en los extremos, el tocado lleva también lanas de colores entretejidas en las varas formando figuras.

## Coreografía

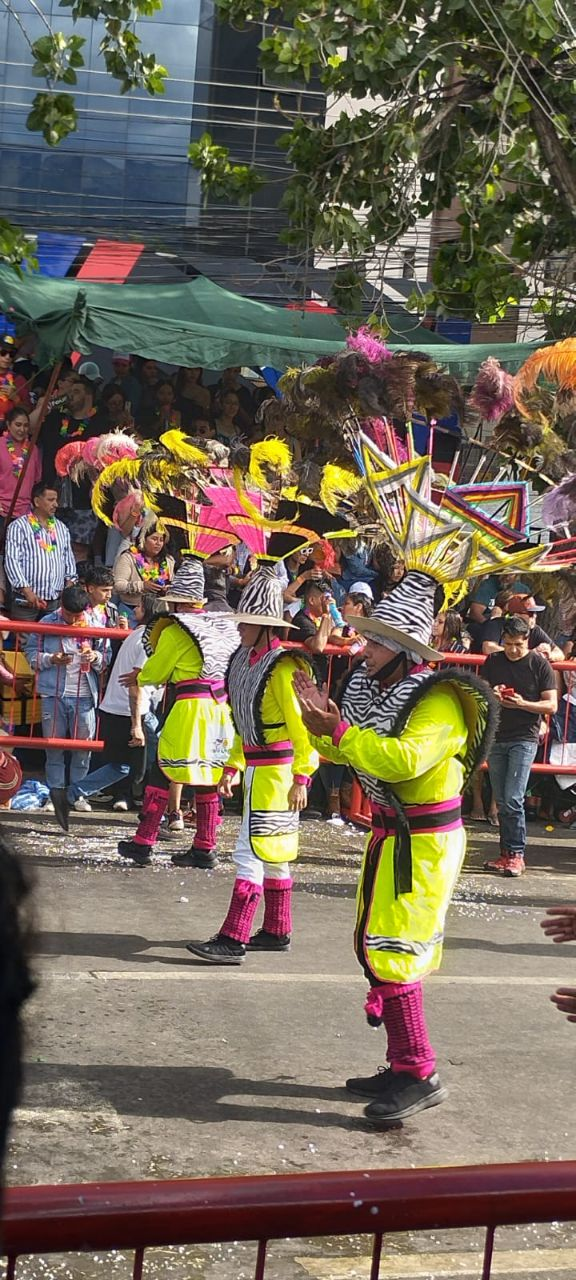
Bailarines en el corso de corsos en Cochabamba

La danza se realiza imitando el movimiento y el andar cadencioso del suri dando pasos y saltos sutiles, elegantes y atléticos, sosteniendo el tocado con una mano y extendiendo la otra a diferentes posiciones.

## Algunas de las canciones más conocidas de suri sicuri
- Hombres y Pueblos, Savia Andina
- Suri Sikuris, Awatiñas
- Danza del Sicuri, Savia Andina
- Suri siku, Awatiñas
- Mamita, Kalamarka